# Isola di Becker
L'isola di Becker (in russo Остров Беккера, ostrov Bekkera) è un'isola russa nell'Oceano Artico che fa parte della Terra di Zichy nell'arcipelago della Terra di Francesco Giuseppe.

## Geografia
L'isola di Becker si trova nella parte orientale del gruppo delle isole di Zichy, a sud dell'isola di Rainer e a sud-ovest dell'isola di Hofmann. L'isola è lunga e stretta, si estende da est a ovest, con una lunghezza di 14 km e una larghezza di 3 km. La sua metà occidentale è coperta da ghiacciai ed è alta 66 m, mentre quella orientale, con molti corsi d'acqua, è priva di ghiaccio; il punto più alto, che raggiunge i 165 m, si trova al limite est vicino a capo Galkovskij (мыс Галковского). La punta occidentale dell'isola si chiama capo Lopast' (мыс Лопасть).

## Storia
L'isola ha preso il nome dell'ingegnere civile ed entomologo tedesco Theodor Becker (1840-1928), che pubblicò degli studi sugli insetti della Siberia, come contributo ai risultati scientifici della spedizione polare del barone russo Eduard von Toll del 1900-1903. Becker lavorò anche con Mario Bezzi al Katalog der Paläarktischen dipteren pubblicato a Budapest nel 1903.